# Szelek tornya

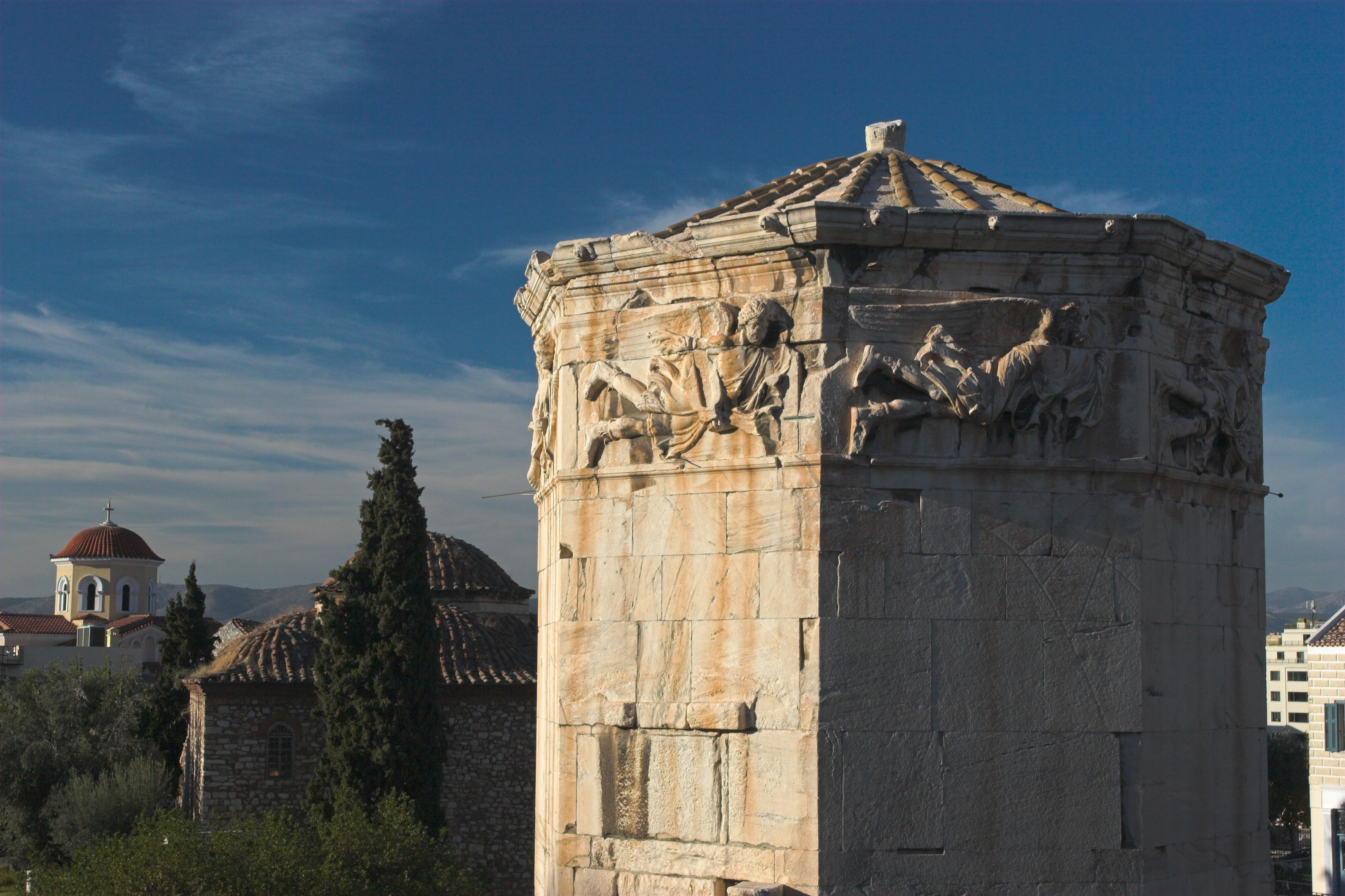
A Szelek tornya

A Szelek tornya Athénban található nyolcszögletű, márványból készült toronyszerű építmény, amelynek oldalait faragott ábrák díszítik. Az épület 12 méter magas és 8 méter átmérőjű, oldalainak hosszúsága 2,8 méter.

## Az épület
Az épület azért kapta a „Szelek tornya” elnevezést, mert oldalai az Athénban uralkodó fő légáramlatok irányába mutatnak. Az épület nyolc oldalán lévő frízeken a nyolc szélisten látható: 
- Boreász (észak),
- Kaikiász (északkelet),
- Eurosz (kelet),
- Apeliotész (délkelet),
- Nótusz (dél),
- Livász (délnyugat),
- Zephürosz (nyugat) és
- Szkirón (északnyugat).

Az athéniak horológiumnak, azaz órának is nevezik a tornyot az oldalain található napórák után.
Az épület belsejében volt egy vízóra is, aminek a tervrajzát sikerült rekonstruálni. A vízórát az Akropoliszról lefolyó víz működtette, amit egy ólomcsövön keresztül egy tartályba vezettek. Innen a víz egyenletes sebességgel egy kisebb méretű bronzból készült tartályba folyt, és folyamatosan emelte az abban lévő úszót. Ennek függőleges irányú mozgását egy finom lánc vitte az óralapra csigákon keresztül. Az óraszerkezetből távozó víz aztán szökőkutakat táplált.

## Története
Valószínűleg Küroszi Andronikosz építette i. e. 100 vagy 50 körül Athén agoráján (piacterén), más források szerint azonban az i. e. 2. században épült. Bár már romos állapotban van, de még ma is látható.
Az ókorban a torony tetején volt Tritón, az embertörzsű és halfarkú tengeristen bronzból készült szobra, ami mindig arra fordult, amerre fújt a szél. (Innen ered a szélkakasok használata!)[forrás?] A legenda szerint, amikor a szobor eltűnt, hetekig nem fújt a szél Athénban, s hatalmas volt a hőség. Az embereknek a torony tövében áldozatot kellett bemutatniuk Boreásznak, az egyik faragványon ábrázolt istennek, aki „szétkorbácsolta a hőséget”. 
A legújabb kutatások kimutatták, hogy a torony azért ilyen magas, hogy a napórák és a szélirányjelző Tritón-szobor az agoráról jól láthatóak legyenek, tehát az épület olyan volt, mint egy korai óratorony.
Később egy ortodox templom harangtornyaként, majd a török uralom alatt dervisek szent templomaként is használták. Ez időben keletkeztek azok a török feliratok, amelyek nyomokban még ma is láthatóak a falakon belül.

## A Szelek tornyának mintájára épült épületek

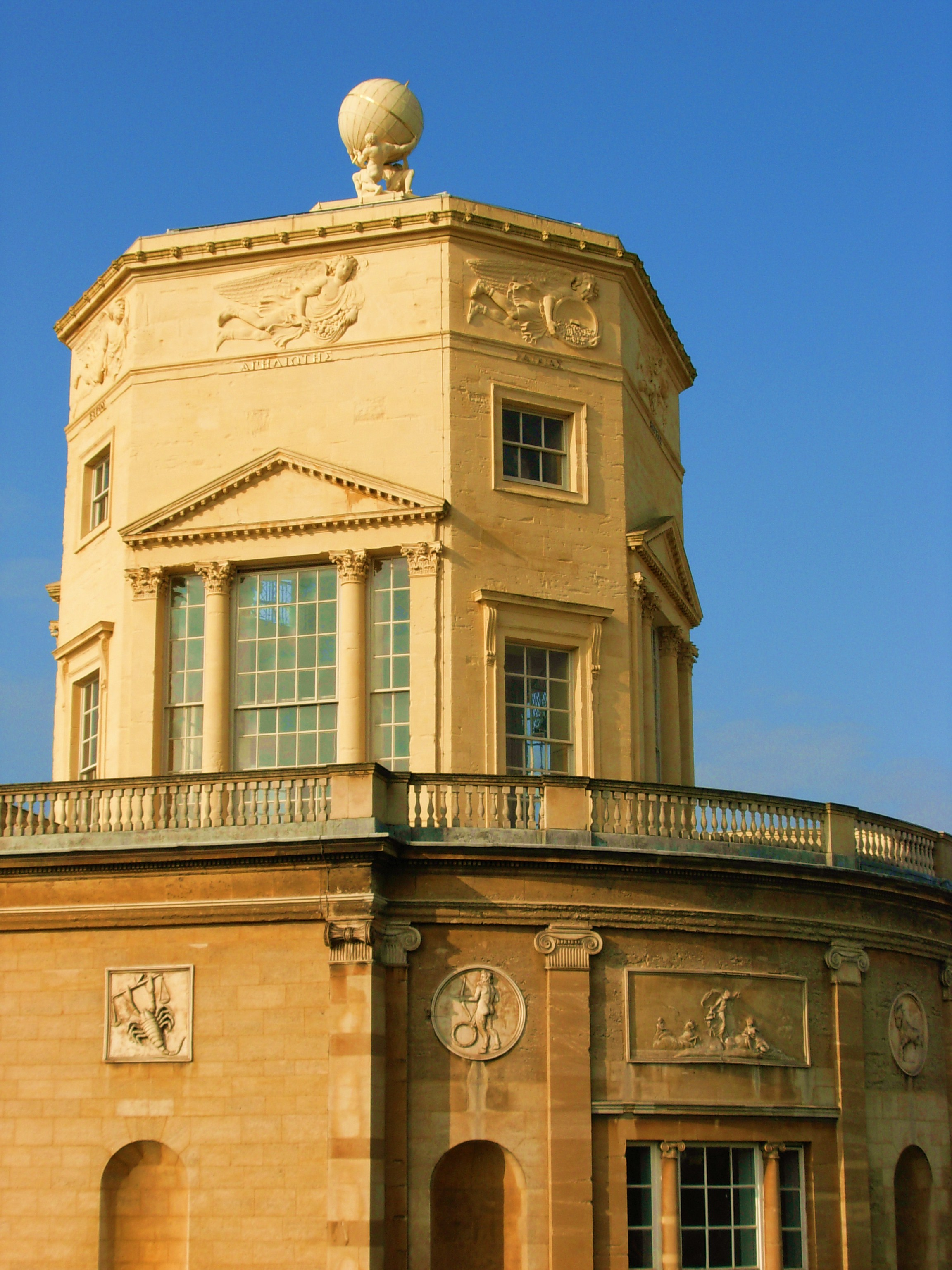
Radcliffe-obszervatórium, Oxford, Anglia
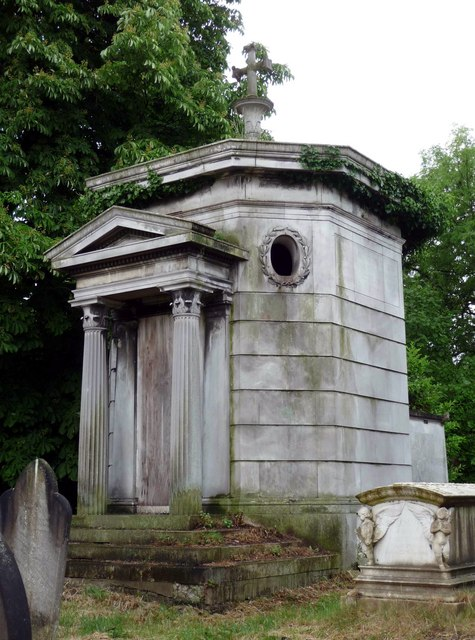
Panayis Vaglianónak, a Görög Nemzeti Könyvtár alapítójának mauzóleuma, Nyugat-norwoodi temető, London, Anglia
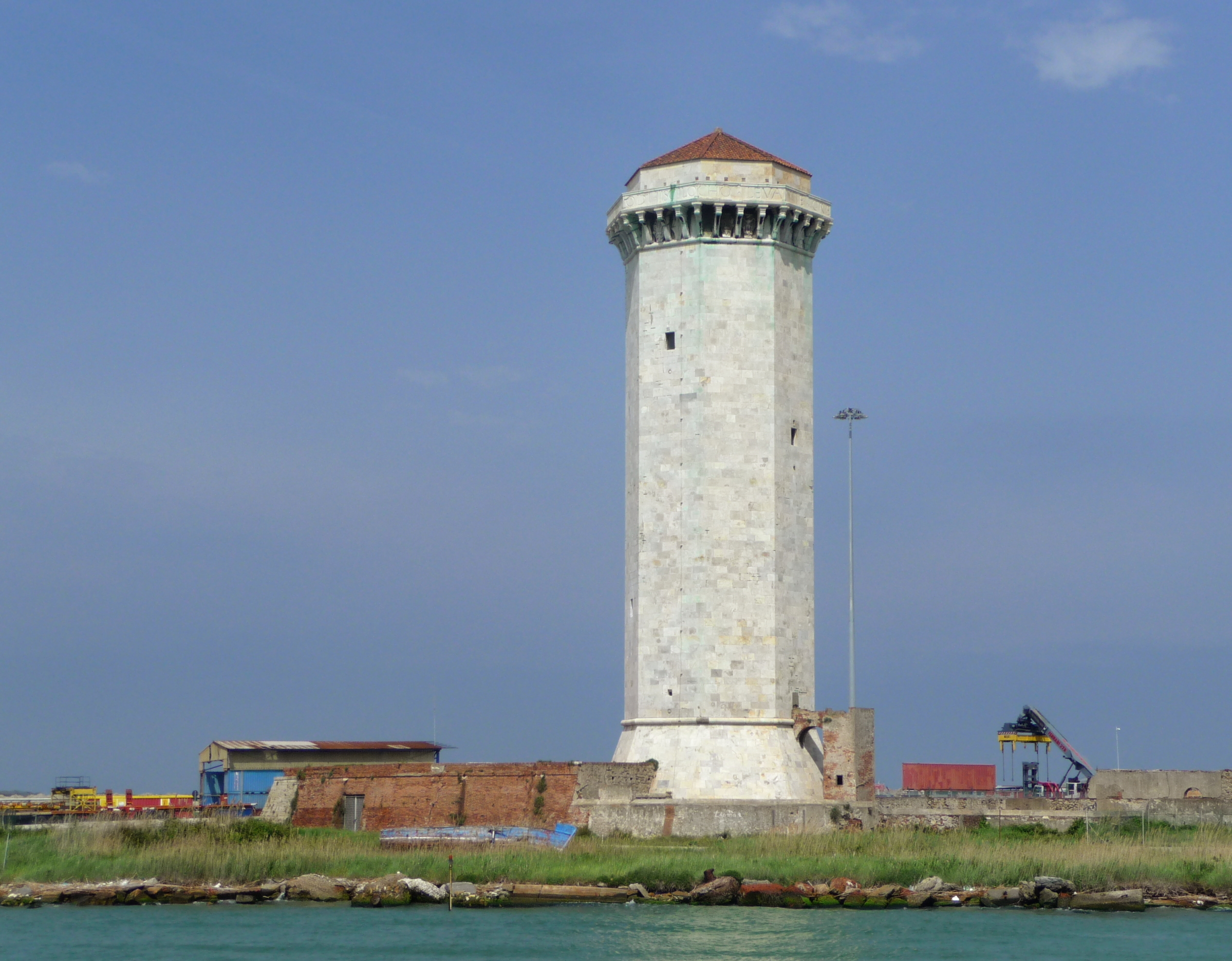
Torre del Marzocco, Livorno, Olaszország
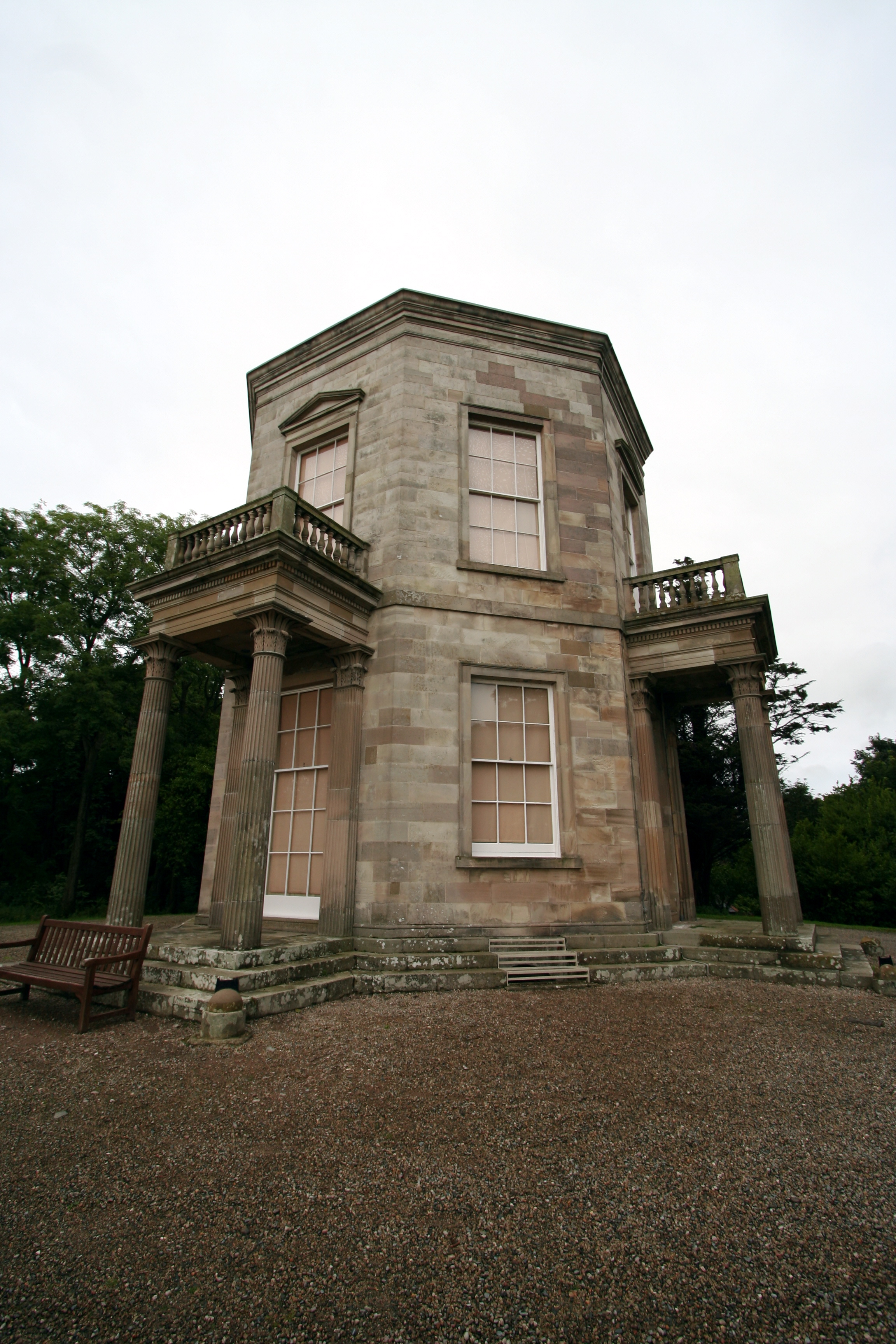
Szelek temploma (Templo de los vientos), Mount Stewart, Észak-Írország
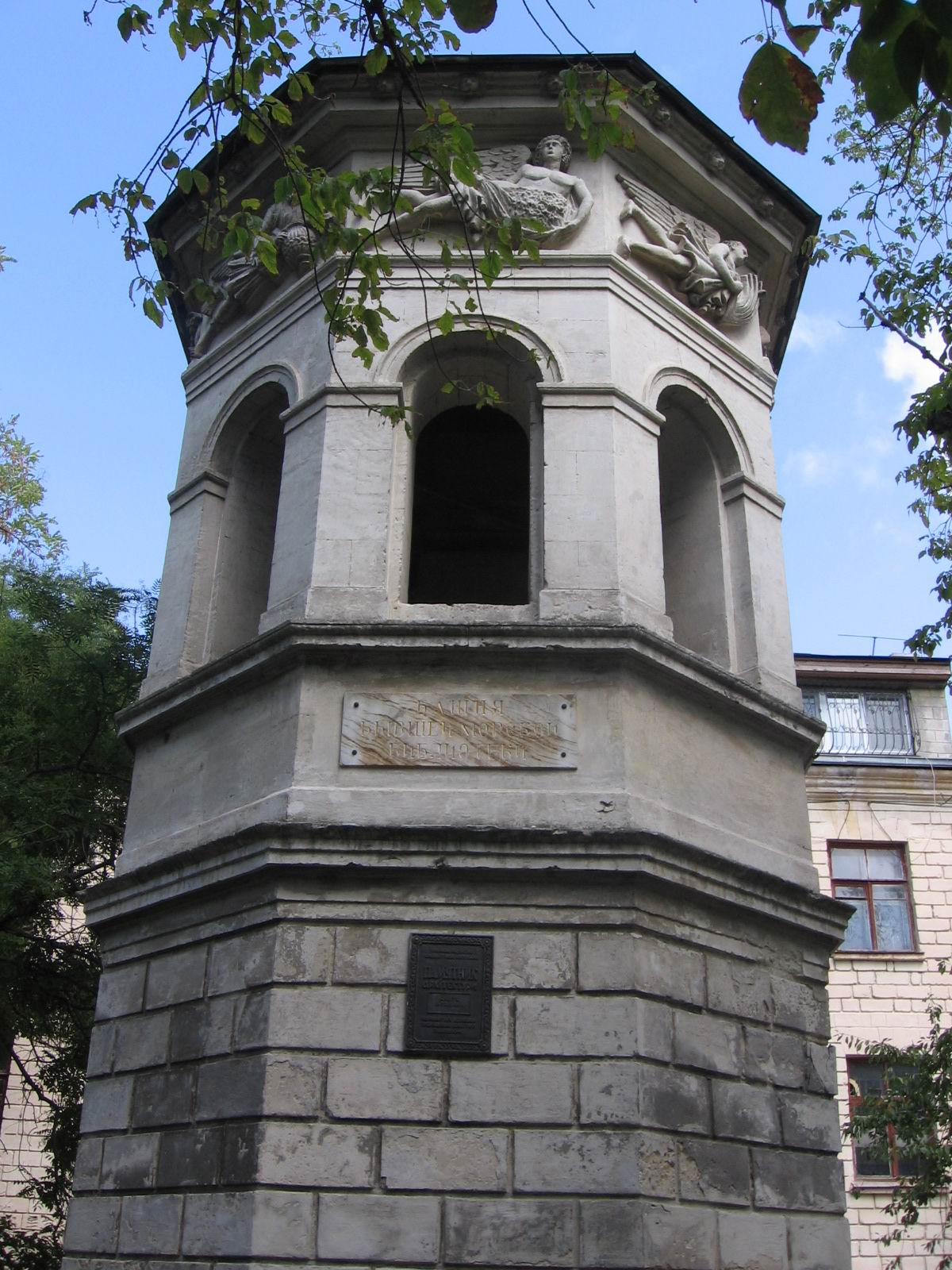
A szevasztopoli „Szelek tornya” 1849-ben épült